# Sinazongwe
Sinazongwe – miasto w południowej Zambii, w Prowincji Południowej, siedziba Dystryktu Sinazongwe. Położone nad brzegiem Kariby. Mieszkańcy głównie zajmują się połowem ryb.